# Aoplus monotonus
Aoplus monotonus är en stekelart som beskrevs av Heinrich 1961. Aoplus monotonus ingår i släktet Aoplus och familjen brokparasitsteklar. Inga underarter finns listade i Catalogue of Life.